# Jeltyrewa
Die Jeltyrewa (russisch Елтырёва) ist ein rechter Nebenfluss des Ket im Flusssystem des Ob in der Oblast Tomsk.

## Flusslauf
Im Oberlauf heißt der Fluss Schigalowa (Жигалова). Die Jeltyrewa verläuft im Westsibirischen Tiefland, zuerst in südlicher, später in südwestlicher Richtung. Sie durchfließt dabei eine Sumpflandschaft. Sie trifft nach 332 km nordöstlich der Stadt Kolpaschewo auf den nach Westen fließenden Ket. Die Jeltyrewa entwässert ein Gebiet mit einer Fläche von 5240 km². Der mittlere Abfluss (MQ) 53 km oberhalb der Mündung beträgt 28,8 m³/s. Von Mai bis Juli führt der Fluss üblicherweise Hochwasser. Größere Nebenflüsse sind die Njarga von links und die Dunajewa von rechts.